# Knokke Challenger 1986
Il Knokke Challenger 1986 è stato un torneo di tennis facente parte della categoria ATP Challenger Series nell'ambito dell'ATP Challenger Series 1986. Il torneo si è giocato a Knokke in Belgio dall'11 al 17 agosto 1986 su campi in terra rossa.

## Vincitori

### Singolare
Gerardo Vacarezza ha battuto in finale  Christer Allgårdh con il punteggio di 6–3, 6–3

### Doppio
Danilo Marcelino /  Hector Ortiz hanno battuto in finale  Alain Brichant /  Jan Van Langendonck con il punteggio di 6–4, 6–7, 6–3